# Capador
El capador es un instrumento musical de viento viene de tepic y de origen indígena característico de las zonas de Colombia. El nombre genérico de capador se da principalmente en los departamentos de Cundinamarca, Santander, Tolima y Huila. En Boyacá se le conoce como chiflos, castrera o caramillo.

## Historia
Su nombre se debe a que los veterinarios empíricos que ecorrían las haciendas ganaderas para prestar sus servicios de “castrar” o “capar” animales (extirpación de testículos), anunciaban sus pasos por las veredas con el toque de este tipo de instrumentos rústicos y aflautados.
El nombre técnico y más generalizado del capador es el de "Siringa", en memoria de la leyenda griega de esta ninfa con el dios Pan de las florestas.

## Características
En la enciclopedia de Instrumentos Folclóricos de Colombia publicada por el Patronato Colombiano de Artes y Ciencias, se describe al Capador: "un instrumento proveniente de los indígenas, hecho de caña de carrizo, de cuatro a cinco canutos, atados a la par" (aunque también existan de mayor cantidad de canutos). "Cada uno de estos tenía un punto más alto que el otro, parecido a las flautas de los órganos. Estos cuatro canutos eran diferentes el uno del otro."

### Escala musical
Las escalas utilizadas en este instrumento son pentatónicas, y varían según el tamaño de la serie de cañas que se junten en cada instrumento. Se utiliza como instrumento melódico en tonadas populares como: torbellino, bambuco, pasillo, y danza criolla.